# Robert Smithson

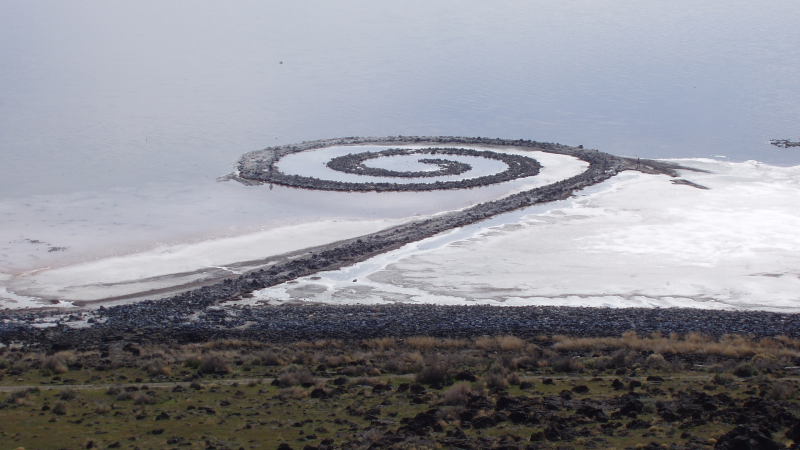
„Spiralna grobla” (Spiral Jetty)

Robert Smithson (ur. 2 stycznia 1938, zm. 20 lipca 1973) – amerykański artysta znany przede wszystkim ze swojej twórczości w zakresie land artu. Urodził się w Passaic, w stanie New Jersey, studiował malarstwo i rysunek w Art Students League of New York w Nowym Jorku. 

## Kariera

### Wczesne prace
Początkowo Smithson utożsamiał się z malarstwem, jego pierwsze wystawione prace to kolaże. Po trzech latach odpoczynku od świata sztuki Smithson pojawia się w 1964 jako zwolennik rodzącego się minimalizmu. W swojej nowej twórczości porzuca zainteresowanie ciałem obecne we wczesnych pracach. Zamiast tego zaczyna używać szkła i neonów, by badać załamania i odbicia świetlne, na przykład w rzeźbie „Enantiomorphic Chambers”. Szczególnie interesuje się strukturami krystalicznymi i teorią entropii, co zostało uwidocznione w wielu rzeźbach tego okresu. Smithson zaprzyjaźnił się z artystami związanymi z minimalizmem oraz ruchem „Primary Structures”, takimi jak Nancy Holt (którą poślubił), Robert Morris i Sol LeWitt. Smithson był również zainteresowany wykorzystaniem matematycznych algorytmów w tworzeniu sztuki, co opisał w artykułach dla „Arts Magazine” i „Artforum”. W tym czasie Smithson bardziej niż artysta był znany jako krytyk. Niektóre z późniejszych artykułów Smithsona dotyczyły również XVIII i XIX-wiecznych koncepcji architektury krajobrazu i stały się inspiracją dla jego późniejszych prac. 

### Dojrzała twórczość
W 1967 Smithson zaczął badać industrialne tereny w okolicach stanu New Jersey, zafascynowany widokiem ciężarówek wywożących tony ziemi i skał. Efektem tej fascynacji była praca Site/Nonsite (1968), do wykonania której Smithson pobrał z kopalni odkrywkowej kawałki skały z miką oraz łupki, a następnie przedstawił je w galerii w ustawionych geometrycznie zbiornikach, razem z którymi wystawił mapy i fotografie pozwalające zidentyfikować teren, z którego pobrano materiał. We wrześniu 1968 Smithson opublikował na łamach „Artforum” esej promujący prace pierwszych artystów z kręgu land art. 

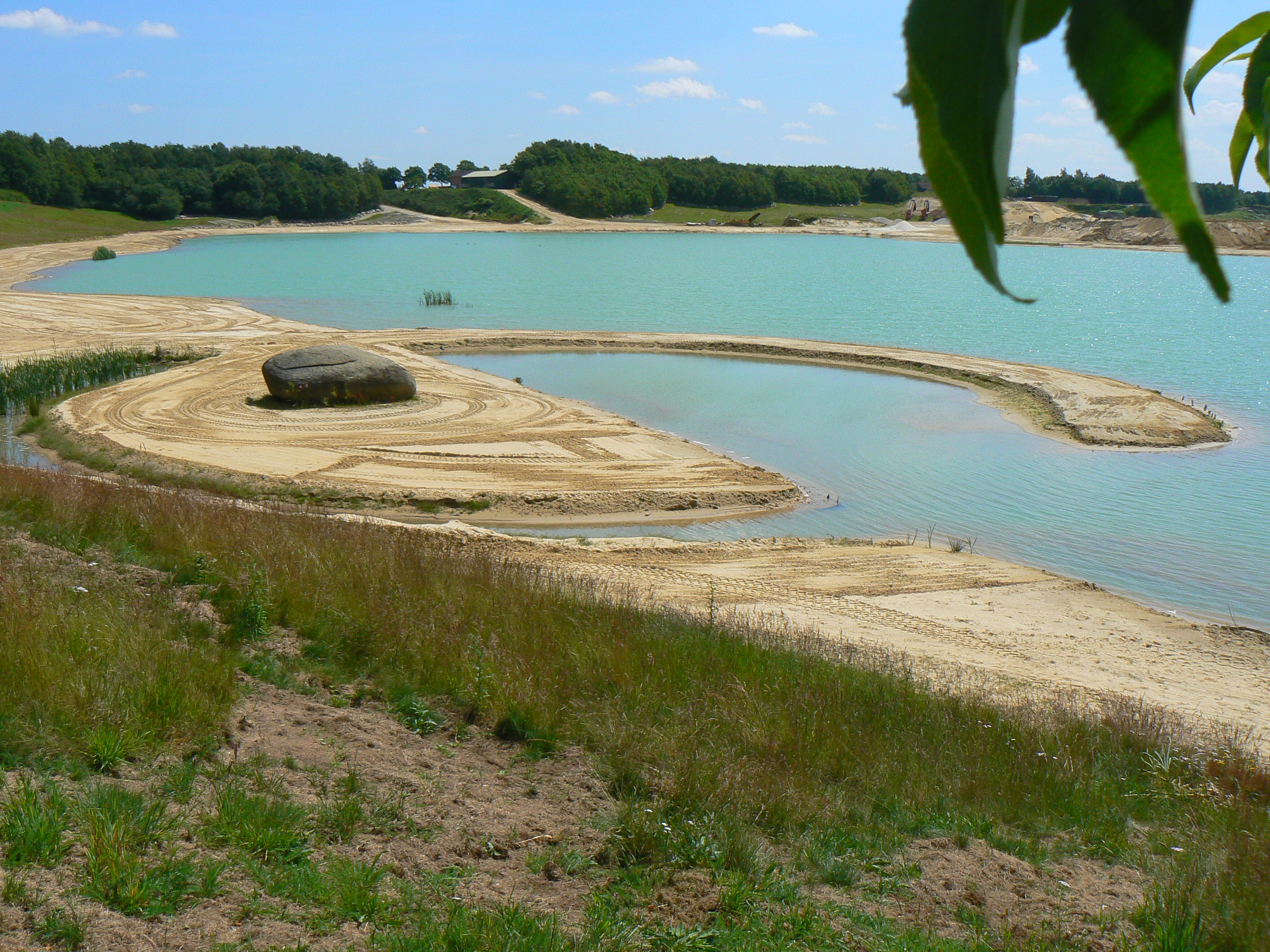
„Broken Circle”

Najbardziej znanym dziełem Smithsona jest „Spiralna grobla” (Spiral Jetty) – grobla o długości 1500 stóp usypana w 1970 roku od brzegu Wielkiego Jeziora Słonego w stanie Utah, zbudowana ze skał, ziemi i soli. Inne prace artysty to „Wylewanie betonu” (Concrete Pour, 1969), „Częściowo zakopany w ziemi drewniany barak” (Partially Buried Woodshed, 1970), „Broken Circle” (1971), „Spiral Hill” (1971).
Smithson zginął w wypadku lotniczym 20 lipca 1973 roku. Pomimo jego wczesnej śmierci i niewielu istniejących prac, Smithson zyskał status kultowego twórcy wśród wielu współczesnych artystów.